# Sumbawanga
Sumbawanga – miasto w południowo-zachodniej Tanzanii, u podnóża gór Mbizi, ośrodek administracyjny regionu Rukwa. Około 100 tys. mieszkańców.

## Miasta partnerskie
- Tifariti